# 都蘭庄

臺東廳管內圖（1938年）。都蘭庄位於新港郡（綠色）南部。

都蘭庄為設立於臺灣日治時期1937年至1945年間之行政區，轄屬台東廳新港郡。位於今臺東縣東河鄉。

## 行政區劃
都蘭地區在清治時期至日治初期隸屬廣鄉，包含都鑾社、八里芒社、加里猛狎社、大馬武窟社、嗄嘮吧灣社。臺東廳在1897年6月成立後，此處隸屬「卑南辨務署」，在1898年7月31日被劃入「第5區」。1900年5月3日，卑南辨務署改為「卑南出張所」，而嗄嘮吧灣社被劃入「成廣澳出張所」。1900年6月8日，都鑾社、八里芒社、加里猛狎社、大馬武窟社自第5區改劃入「第1區」。1901年11月11日，卑南出張所改為「臺東廳直轄」，成廣澳出張所改為「成廣澳支廳」。1905年7月17日，臺東廳改劃設為以地名稱呼的20區，都蘭地區5社及加路蘭社被劃入「加路蘭區」，隸屬臺東廳直轄。1908年10月20日，加路蘭區被併入「卑南區」。1919年1月15日，卑南區更名為「臺東區」。
1920年10月1日，原堡里鄉澚之行政區廢除，街庄社改為大字；新設「都鑾區」，轄域內分為都鑾、八里芒、加里猛狎、大馬武窟、嗄嘮吧灣等5個大字。1937年10月1日，臺東廳實施街庄制，改支廳為郡、改區為街庄，都鑾區因此改為新港郡「新蘭庄」，轄域內分為都蘭、八里、佳里、大馬、高原等5個大字。
二戰後，都蘭庄改為臺東縣新港區「都蘭鄉」，後因鄉公所位在東河村，所以在1946年改為「東河鄉」。
| 1905年   | 1905年     | 1920年 | 1920年   | 1937年 | 1937年 | 現在   | 現在                   |
| 區       | 街庄社     | 街庄區 | 大字     | 街庄   | 大字   | 鄉鎮   | 村里                   |
| -------- | ---------- | ------ | -------- | ------ | ------ | ------ | ---------------------- |
| 加路蘭區 | 都鑾社     | 都鑾區 | 都鑾     | 都蘭庄 | 都蘭   | 東河鄉 | 都蘭村                 |
| 加路蘭區 | 八里芒社   | 都鑾區 | 八里芒   | 都蘭庄 | 八里   | 東河鄉 | 興昌村                 |
| 加路蘭區 | 加里猛狎社 | 都鑾區 | 加里猛狎 | 都蘭庄 | 佳里   | 東河鄉 | 隆昌村                 |
| 加路蘭區 | 大馬武窟社 | 都鑾區 | 大馬武窟 | 都蘭庄 | 大馬   | 東河鄉 | 東河村                 |
| 加路蘭區 | 嘎嘮吧灣社 | 都鑾區 | 嗄嘮吧灣 | 都蘭庄 | 高原   | 東河鄉 | 北源村、泰源村、尚德村 |

## 區、庄長
- 都鑾區長
  - 黃正卿：1920年-1930年（曾任臺東廳財務課雇）
  - 生田八男：1931年-1934年
  - 小野寺茂：1935年-1936年（曾任基隆郡役所警察課警部）
- 都蘭庄長
  - 西方吉郎：1937年-1940年（原任里壠郵便局長）
  - 山口榮：1941年-1944年[8]

## 設施
- 都鑾庄役場
- 都蘭公學校→都蘭國民學校（今都蘭國小）
- 大馬公學校→大馬國民學校（今東河國小）
- 高原公學校→高原國民學校（今泰源國小）